# Louis-Gustave-Abel Poisot
Louis-Gustave-Abel Poisot, francoski general, * 21. januar 1881, † 10. maj 1946.